# NGC 6328
NGC 6328 (również PGC 60198) – galaktyka spiralna z poprzeczką (SBab), znajdująca się w gwiazdozbiorze Ołtarza. Odkrył ją John Herschel 2 maja 1835 roku.